# Phyllitopsis hybrida
Phyllitopsis hybrida là một loài thực vật có mạch trong họ Aspleniaceae. Loài này được (Milde) T. Reichst. miêu tả khoa học đầu tiên năm 1981.